# Chelodina mccordi
Chelodina mccordi là một loài rùa trong họ Chelidae. Loài này được Rhodin miêu tả khoa học đầu tiên năm 1994.
Loài rùa cực kỳ nguy cấp này là loài bản địa Rote ở Indonesia. Rùa cổ dài mccordi timorensis, một phân loài của nó, sống ở Đông Timor, đôi khi được coi là loài riêng, được gọi là rùa cổ rắn Timor (Rùa cổ dài timorensis). Nó thuộc về các chi Rùa cổ dài (rùa cổ rắn Australia) trong họ Chelidae (rùa cổ bên).

## Mô tả
Rùa cổ rắn đảo Roti đã được tách ra từ loài rùa cổ rắn New Guinea và được coi là loài riêng biệt vào năm 1994 sau khi Tiến sĩ Anders Rhodin, giám đốc của Tổ chức Nghiên cứu Chelonian ở Lunenburg (Massachusetts), phát hiện ra rằng có sự khác biệt giữa hai loài. Những con rùa cổ rắn đầu tiên trên Rote được phát hiện vào năm 1891 bởi George Albert Boulenger. Họ đã đặt tên loài rùa này theo tên Tiến sĩ William McCord, một chuyên gia về thú y và rùa từ Hopewell Junction, New York.
Mai có thể đạt chiều dài từ 18 đến 24 cm. Chiều dài của các cổ tương tự. Màu sắc của mai là màu nâu nhạt màu xám. Thỉnh thoảng cũng có những mẫu vật có màu hạt dẻ. Yếm là nhạt da bò trắng. Cổ có màu nâu sẫm trên phần lưng với nốt sần tròn. Các phần dưới là màu be trắng. Mống mắt là màu đen bao quanh bởi một vòng trắng. Môi trường sống của loài này là đầm lầy, ruộng bậc thang, và hồ nước nhỏ.

## Sinh sản
Một ổ có thể có 8-14 quả trứng và nó có thể có ba thời kỳ sinh sản trong một năm. Kích thước của trứng là 30 × 20mm và trọng lượng có thể đạt tới tám đến mười gram. Các con non đầu tiên nở ra sau ba tháng, con cuối cùng sau bốn tháng. Khi chúng nở chúng có kích thước 28 × 20mm và chúng có những đốm vàng trên yếm mà trở nên sẫm hơn theo thời gian cho đến khi yếm gần như màu đen sau một vài tuần. Trong giai đoạn phát triển màu sắc trở nên trắng hơn cho đến khi cuối cùng chúng đã đạt được màu sắc của rùa trưởng thành.

## Hình ảnh

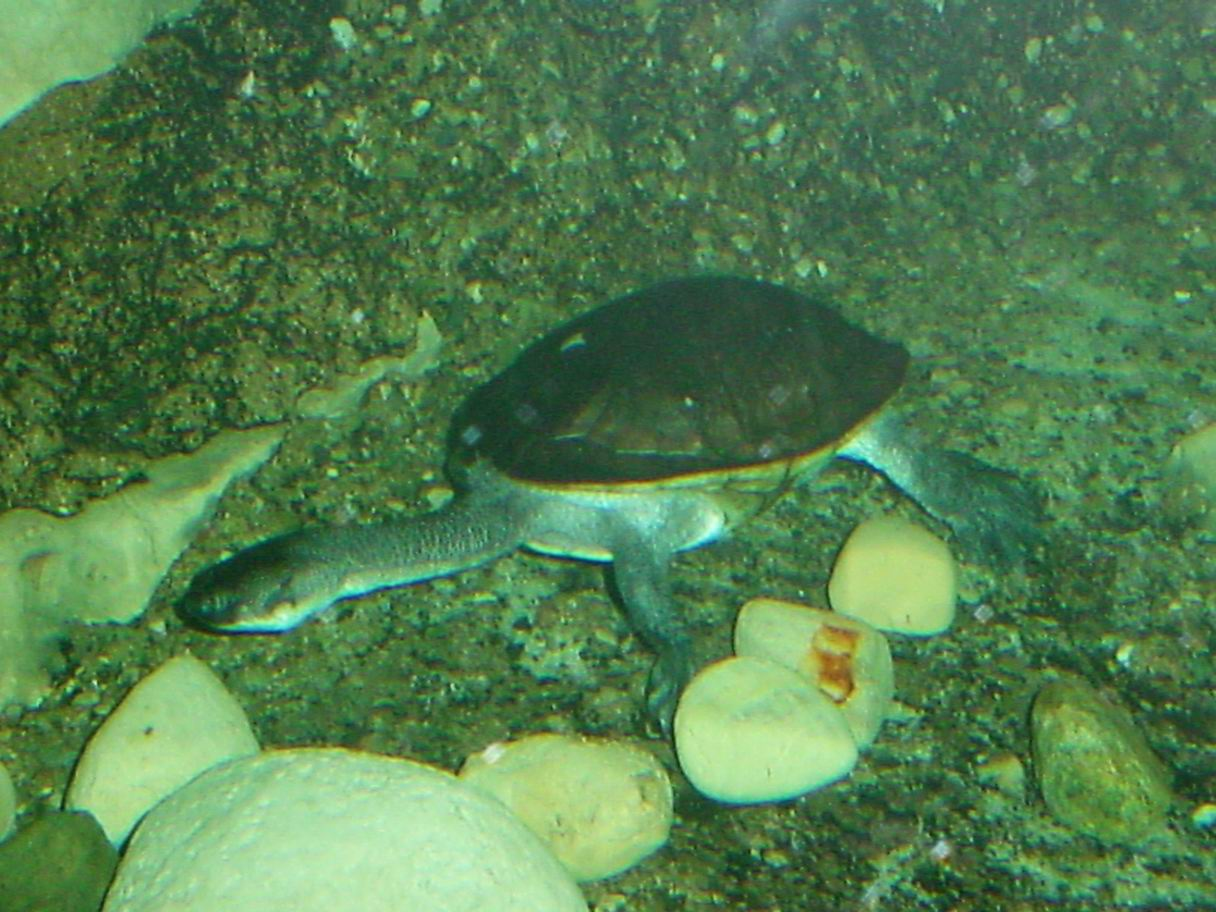
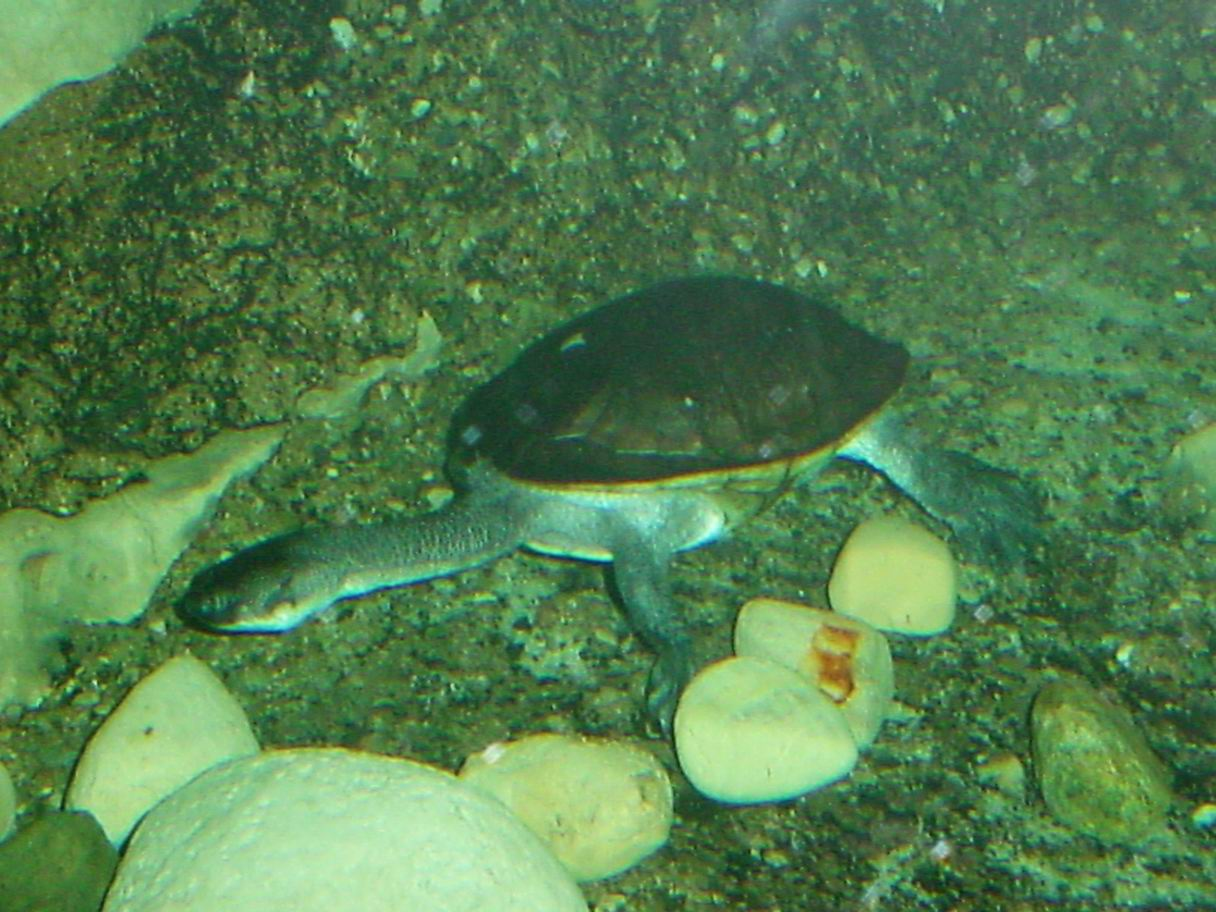
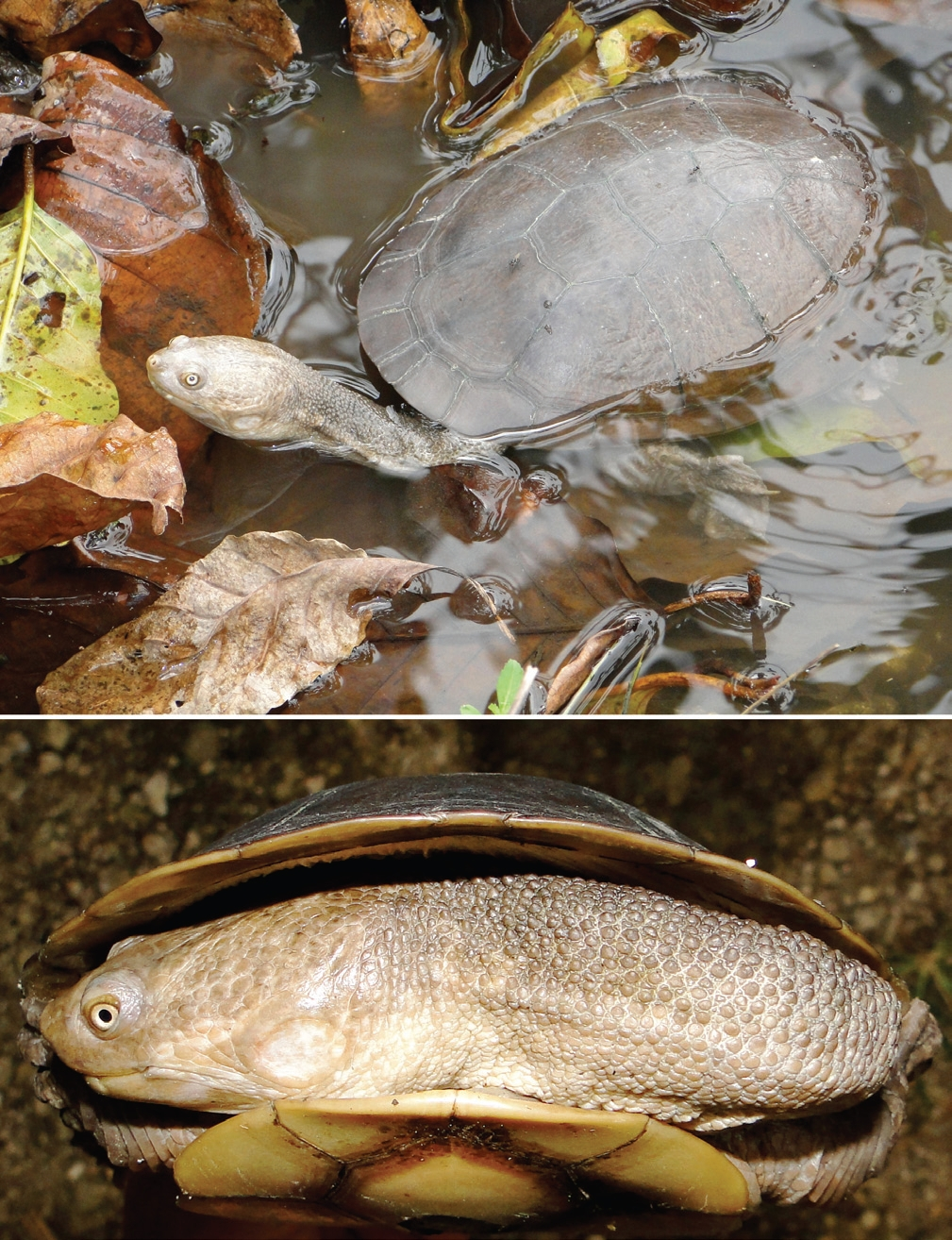
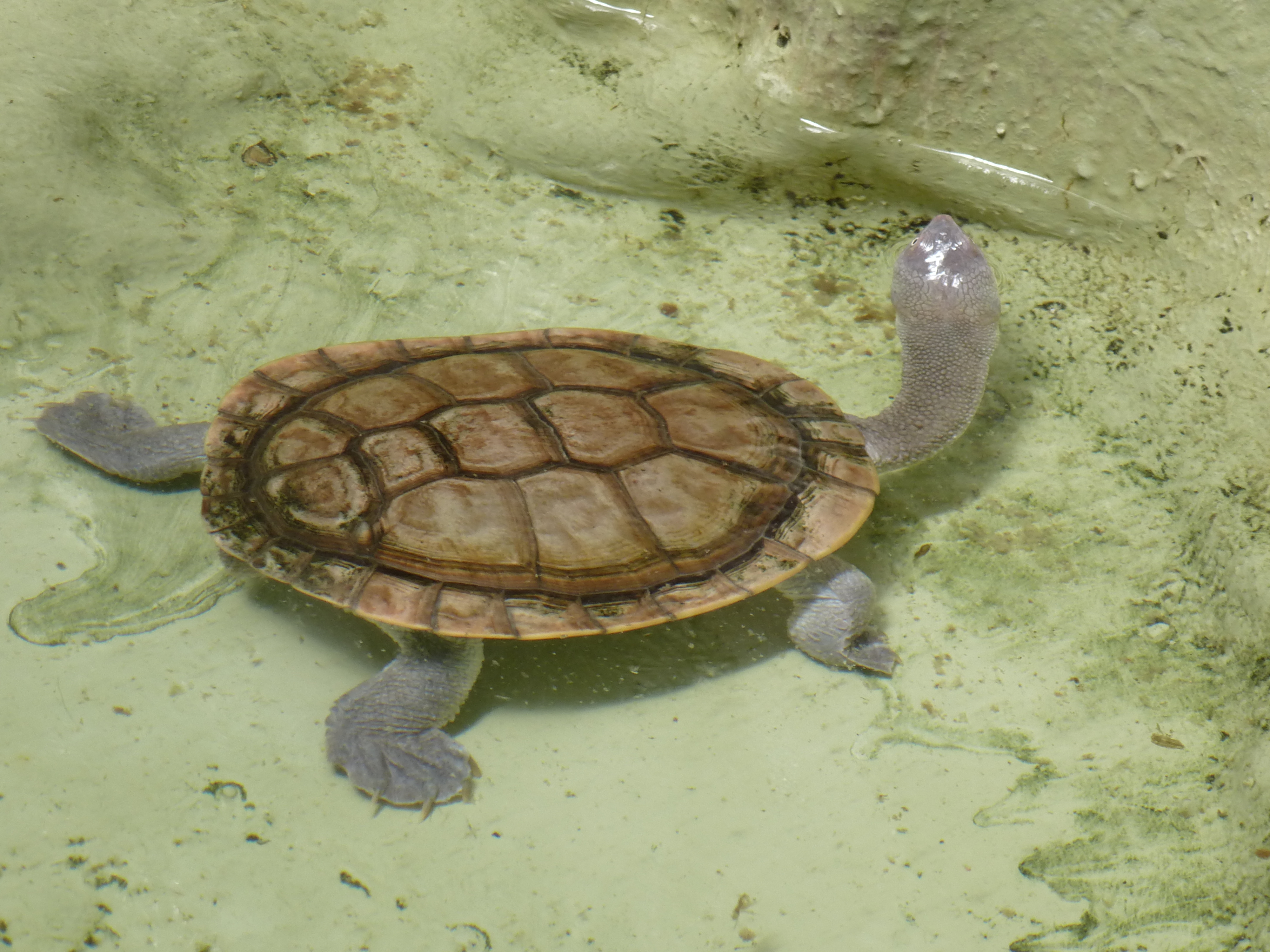
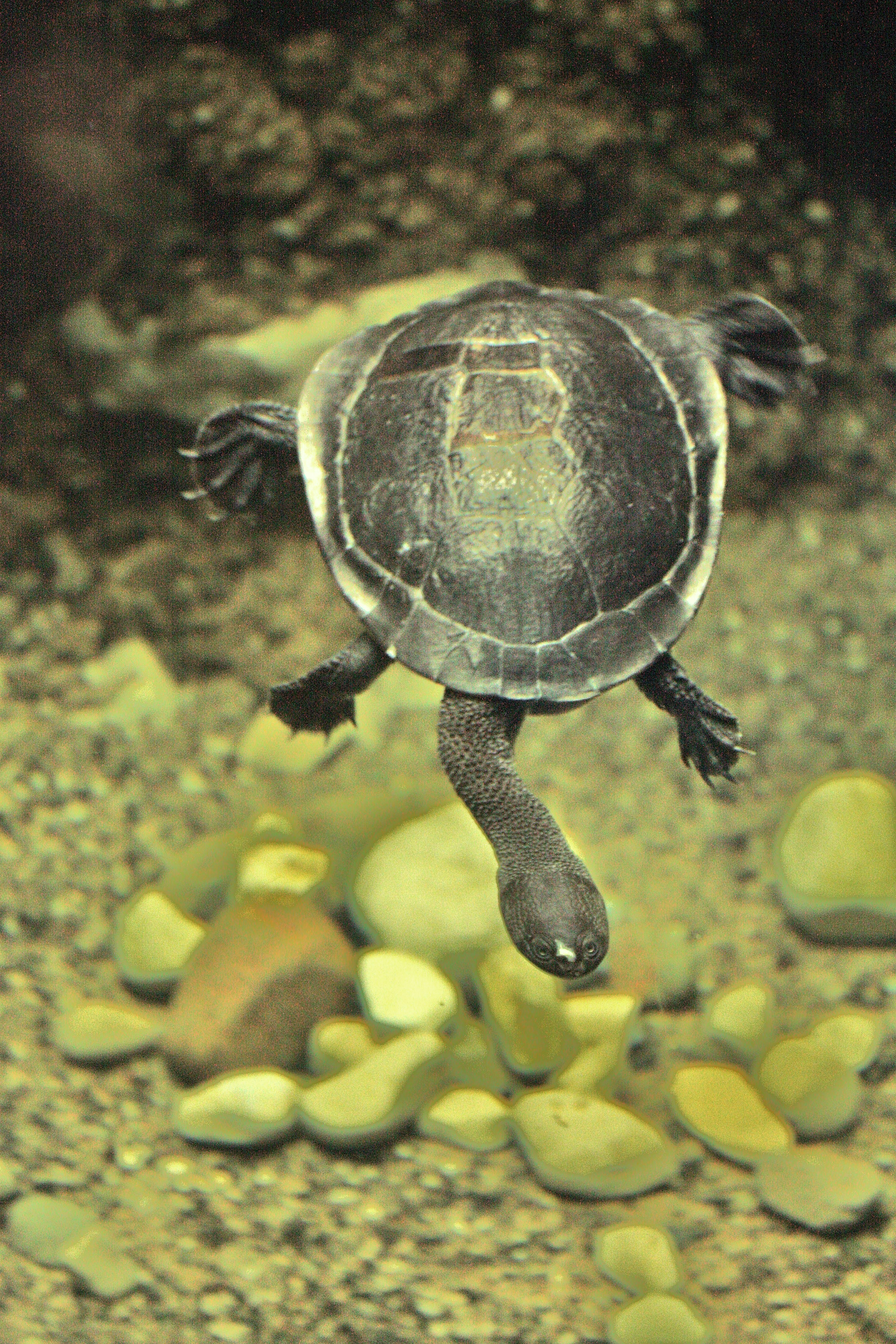